# 주와촌 (지바현)
주와촌(中和村)은 지바현 가토리군에 일찍이 존재했던 촌이다. 현재의 아사히시에 해당한다.

## 지리
- 현재의 아사히시에 북부, 히카타정 중부에 해당한다.
- 마을 지역은 고원과 평지가 뒤섞인 골짜기가 많은 지형이다.

## 역사
- 1889년 4월 1일 - 정촌제 시행에 수반해 가토리군 주와촌이 성립하였다.
- 1955년 4월 10일 - 고조촌, 만자이촌과 합병해, 히카타정이 신설되어, 동일 주와촌은 폐지되었다.

## 인구
| 1891年 | 2,370 |
| 1914年 | 2,564 |
| 1920年 | 2,665 |
| 1930年 | 2,883 |
| 1950年 | 3,085 |

## 참고문헌
- 角川日本地名大辞典編纂委員会『가도카와 일본 지명 대사전 12 千葉県』、가도카와 쇼텐、1984年 ISBN 4040011201